# Giewont
Le Giewont est un sommet de la chaîne des Tatras occidentales qui appartient aux montagnes des Carpates occidentales en Pologne. Il culmine à 1 895 mètres d'altitude et comprend trois cimes : 
- le Petit Giewont (Mały Giewont, 1 728 m) ;
- le Grand Giewont (Wielki Giewont, 1 895 m) ;
- le Long Giewont (Długi Giewont, 1 867 m).

Site très prisé durant le printemps et l’été, il reste bien fréquenté en automne. L’ascension du Grand Giewont ne demande pas d’entraînement spécifique mais requiert tout de même une bonne condition physique. Les itinéraires sont tous disponibles sur le site internet du parc national des Tatras.